# Karakudamono

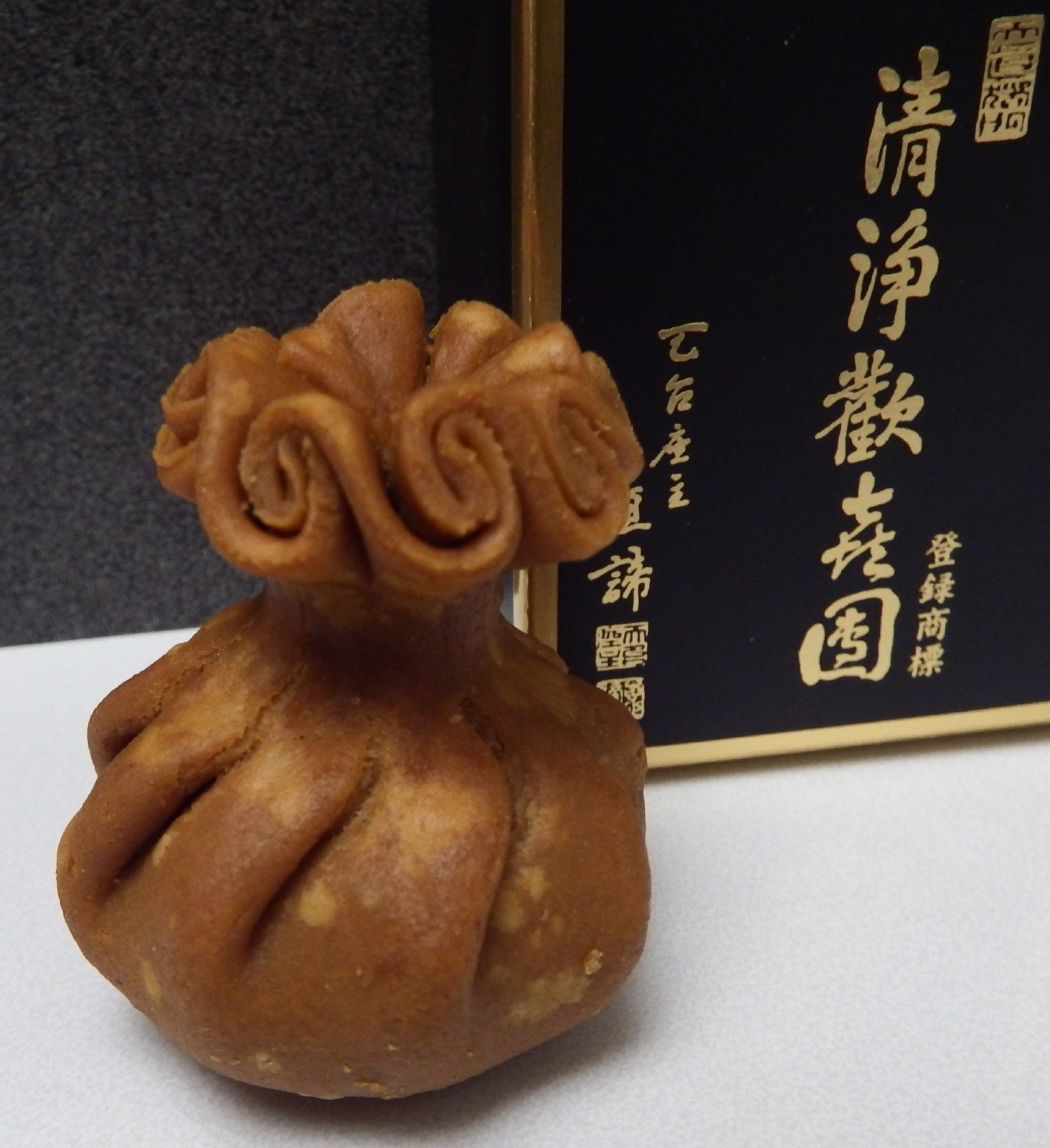
Karakudamono, auch als Kankidan bekannt

Karakudamono (aka tōgashi) sind süße japanische Teigtaschen. Diese Wagashi sind im Handel unter dem Namen seijō kankidan bekannt, enthalten sieben verschiedene Gewürze: Sandelholz, Nelke, Pfefferminze, Lakritz, Pfeffer, Zimt. Diese werden in einer Basis aus süßer Paste aus Azuki-Bohnen angemischt, in einen Teig aus Reismehl und Weizen eingewickelt und zu kleinen Beuteln geformt, sodass jeder Beutel acht „Blütenblätter“ an seiner Oberseite hat, die eine achtlappige Lotusblüte darstellen. Dann werden die Teigtaschen in Sesamöl frittiert. 
Diese sogenannten „Bälle der Freude“ oder „Brötchen der Glückseligkeit“ sind indischen Ursprungs und stammen vom Modaka ab, der von der Hindu-Gottheit Ganesha geliebt wird.